# Bernard Muna
Bernard Muna (Ngyen-Mbo, 27 mei 1940 - 6 oktober 2019) was een Kameroens jurist en politicus. Hij begon zijn loopbaan als rechtspleiter voor het kantoor van de procureur-generaal en ging vanaf 1971 verder als vrijgevestigd advocaat. Van 1987 tot 1992 was hij plaatsvervangend hoofdaanklager van het Rwanda-tribunaal in Tanzania. Enkele decennia later, in 2011, deed hij tevergeefs mee aan de landelijke presidentsverkiezingen.

## Levensloop
Muna studeerde af in rechten en trad in 1966 toe tot de Engelse advocatenkamer Lincoln's Inn. Vanaf september van hetzelfde jaar was hij advocaat (state counsel) voor het kantoor van de procureur-generaal van de federale staat van West-Kameroen en hield hij zich bezig met de strafvervolging. Rond 1969 werd hij magistraat in Bamenda en in februari 1971 hoofdaanklager voor de provincie Noordwest. In april verliet hij de publieke balie echter om verder te gaan als vrijgevestigd advocaat vanuit het kantoor Muna & Muna.
In 1987 werd hij door de Verenigde Naties benoemd tot landelijk rapporteur (country rapporteur) voor de hervorming van strafrecht en misdaadpreventie. Verder was hij van 1986 tot 1992 voorzitter van de Kameroense balie en vanaf 1987 voorzitter voor de nieuw opgerichte Union des Avocats de l'Afrique Centrale (UNAAC). Vervolgens was hij van 1997 tot 2002 plaatsvervangend hoofdaanklager van het Rwanda-tribunaal in Arusha in Tanzania.
In 2011 deed hij als aanvoerder van de Alliance des Forces mee aan de landelijke presidentsverkiezingen van Kameroen. Deze werden echter opnieuw gewonnen door Paul Biya.